# Championnat d'Europe 2005 de football américain
Navigation
2001 2010
Le Championnat d'Europe 2005 de football américain (en anglais, 2005 EFAF European Championship) est la 11e édition du Championnat d'Europe de football américain. Il s'agit d'une compétition continentale de football américain mettant aux prises les sélections nationales européennes affiliées à l'EFAF.
Le tournoi final a lieu en Suède à Malmö du 28 juillet 2005 au 30 juillet 2005.
C'est l'équipe de Suède qui remporte la compétition pour la première fois de son histoire (l'équipe d'Allemagne était la tenante du titre).

## Qualifications groupe C en 2003
| Gagnant                 | Score   | Perdant            |
| ----------------------- | ------- | ------------------ |
| Matchs de classement    |         |                    |
| République Tchèque      | 70 - 03 | Danemark           |
| Italie                  | 28 - 14 | République Tchèque |
| Russie                  | 28 - 10 | Pays-Bas           |
| Italie                  | 63 - 21 | Pays-Bas           |
| Russie                  | 42 - 15 | Danemark           |
| Finale 3e et 4e places  |         |                    |
| République Tchèque      | 45 - 20 | Danemark           |
| Finale 1re et 2e places |         |                    |
| Russie                  | 43 - 35 | Italie             |

| N° | Équipe             | Bilan | Points   |
| -- | ------------------ | ----- | -------- |
| 1  | Russie             | 3 - 0 | 134 - 66 |
| 2  | Italie             | 1 - 2 | 105 - 68 |
| 3  | République Tchèque | 2 - 1 | 066 - 48 |
| 4  | Danemark           | 1 - 2 | 038 - 94 |
| 5  | Pays-Bas           | 0 - 2 | 031 - 91 |

## Qualifications groupe B en 2004
Organisé à Amiens en France du 22 août au 29 août.
| Date    | Gagnant         | Score   | Perdant |
| ------- | --------------- | ------- | ------- |
| 23 août | France          | 28 - 0  | Espagne |
| 23 août | Grande-Bretagne | 24 - 21 | Russie  |
| 25 août | Grande-Bretagne | 41 - 0  | Espagne |
| 25 août | France          | 19 - 06 | Russie  |
| 28 août | Russie          | 31 - 06 | Espagne |
| 28 août | Grande-Bretagne | 18 - 17 | France  |

| N° | Équipe          | Bilan | Points    |
| -- | --------------- | ----- | --------- |
| 1  | Grande-Bretagne | 3 - 0 | 830 - 038 |
| 2  | France          | 2 - 1 | 640 - 024 |
| 3  | Russie          | 1 - 2 | 580 - 049 |
| 4  | Espagne         | 0 - 3 | 060 - 100 |

## Tournoi final groupe A en 2005
| Hästhagens                         | \| Malmö/Hästhagens \| | Malmö                        |
| 55° 35′ 52,37″ N, 12° 59′ 14,81″ E | \| Malmö/Hästhagens \| | 55° 35′ 42″ N, 12° 59′ 44″ E |
| Capacité: 440                      | \| Malmö/Hästhagens \| | Capacité: 7600               |
| -                                  | \| Malmö/Hästhagens \| | -                            |
| Malmö/Hästhagens                   | \| Malmö/Hästhagens \| |                              |

| Malmö/Hästhagens |

| Date                    | Lieu       | Gagnant   | Score   | Perdant         |
| ----------------------- | ---------- | --------- | ------- | --------------- |
| 28 juillet              | Hästhagens | Allemagne | 34 - 0  | Grande-Bretagne |
| 28 juillet              | Malmö      | Suède     | 23 - 19 | Finlande        |
| Finale 3e et 4e places  |            |           |         |                 |
| 30 juillet              | Malmö      | Finlande  | 34 - 12 | Grande-Bretagne |
| Finale 1re et 2e places |            |           |         |                 |
| 30 juillet              | Malmö      | Suède     | 16 - 07 | Allemagne       |

| N° | Équipe          |
| -- | --------------- |
| 1  | Suède           |
| 2  | Allemagne       |
| 3  | Finlande        |
| 4  | Grande-Bretagne |

## Équipe-type du tournoi
Équipe-type du tournoi :
| - Attaque : - Quarterback : no 12 J Ullrich (Allemagne) - Tailback : no 32 C Poschmann (Allemagne) - Fullback : no 35 N Lindström (Suède) - Wide receiver : no 82 O Dahlman (Suède) - Wide receiver : no 85 M Schöpf (Allemagne) - Wide receiver : no 88 A Wiik (Finlande) - Left tackle : no 59 I Luoto (Finlande) - Left guard : no 64 P Hansen (Allemagne) - Center : no 77 CJ Blomwall (Suède) - Right guard : no 75 E Ahlberg (Suède) - Right tackle : no 74 J Pjanic (Allemagne) | - Défense : - Defensive end : no 92 M Luoma (Finlande) - Defensive end : no 91 Carl Carlsson (Suède) - Defensive tackle : no 69 C Königsmann (Allemagne) - Defensive tackle : no 67 D Engelbrecht (Allemagne) - Linebacker (will) : no 38 O Rugeland (Suède) - Linebacker (mike) : no 36 CJ Björk (Suède) - Linebacker (sam) : no 5 A Falkowski (Allemagne) - Cornerback : no 26 M Riionheimo (Finlande) - Cornerback : no 25 R Biro (Suède) - Strong safety : no 19 S Tuch (Allemagne) - Free safety : no 27 P Lundqvist (Suède) | - Équipes spéciales : - Kick/punt returner : no 7, J. Simms (Grande-Bretagne) - Kicker : no 89, J. Alnervik (Suède) - Entraîneur : Kristian Thore (Suède) - Fair Play : Équipe d'Allemagne - MVPs : - Défensif : no 25 R Biro (Suède) - Offensif : no 12 J Ullrich (Allemagne) - Du championnat : no 36 CJ Björk (Suède) |